# 李玨 (朝鮮)
李 玨（日本語読み：り ぎょく、朝鮮語読み：イ・カク、生年不詳 - 1592年5月14日）は、李氏朝鮮に仕えた官吏。
文禄の役が始まった時に慶尚左道兵馬節度使(慶尚左兵使)であった。蔚山北方の兵営城に駐屯していたが、釜山鎮の戦いには間に合わず、東萊城の戦いでは城の守備を府使宋象賢に任せて脱出。慶州城の戦いの前に、任地と軍を棄てて逃亡した罪に問われた。漢城府陥落後、臨津の金命元都元帥の陣中に現れたので逮捕され、『宣祖修正實録』によると5月14日（和暦13日）に、李朝は宣伝官を派遣して、斬首させた。